# Attica (discoteca)
Attica fue una discoteca durante finales de la década de 1980 e inicios de la década de 1990 ubicada en San Fernando de Henares, Comunidad de Madrid, España, y uno de los principales símbolos de la vida nocturna de Madrid.

## Historia
La discoteca fue inaugurada el 13 de diciembre de 1987 en el kilómetro 15 de la antigua carretera N-2 (posteriormente Autovía del Nordeste), dirección Madrid, en el municipio madrileño de San Fernando de Henares, ocupando lo que anteriormente había sido un restaurante. El local constaba de un chalet de dos plantas y una terraza exterior y adaptó su nombre en honor a la prisión norteamericana Attica Correctional Facility.
En sus inicios, la música que se ponía era funky, estilo que rápidamente quedó atrás para dejar paso a la música electrónica, especialmentre house de Chicago, EBM de Bélgica entre otros estilos que en esos momentos eran la vanguardia, hasta que a principios de 1990, ya era uno de los lugares nocturnos más frecuentados convirtiéndose de los primeros grandes locales de la comunidad en implementar los after hours, con sesiones de música que terminaban a las 12 del mediodía del siguiente día. Los estilos musicales subieron de revoluciones hasta llegar a los ritmos del techno, mákina y hardcore. Durante esa época fue cuando se erigió el sobrenombre de "Catedral del Bakalao". La fiesta era frecuentemente rodeada de polémica por las drogas sintéticas que se consumían, pero también fue conocida porque durante los primeros años de vida, congregó a una gran disparidad de personas de diferentes grupos sociales, orientaciones sexuales, tribus urbanas en algunos casos antagónicas, además algunos famosos mediáticos de la época y hasta prostitutas. Un ambiente variopinto que convivió pacíficamente hasta el año 93, 94, cuando el cambio de tendencias musicafactores sociales, llevó a que el público que se congregaba cada vez fuera más violento, uniforme y con códigos de estética muy marcados; cabezas rapadas, ropa militar y hasta simbología nazi. El cambio de ambiente llevó a peleas, tanto fuera como dentro del local y la creación de bandas que querían dominar la discoteca y todo a eso, a más presencia policial en los accesos para realizar controles hasta llegar la muerte de un joven por sobredosis de Speed (anfetamina) y éxtasis (MDMA) en 1995.
El Ayuntamiento de Madrid, que ya había pedido el cierre del local el año anterior, efectuó el cierre de la discoteca con el motivo de que el local se encontraba en suelo no urbanizable, además de ir con un expediente de demolición. A pesar de haber sido precintada, la dirección logró burlarlo celebrando otra fiesta en el mismo local, pero manteniendo la discoteca central cerrada, pero no la terraza y otras zonas del recinto. El evento se difundió masivamente por la capital madrileña vía flyers, logrando congregar a más de 2000 personas a pesar de la prohibición. La fiesta, de rebeldía contra el consistorio, no terminó hasta las 3 del mediodía del domingo siguiente a pesar de que llegaron varios vehículos patrulla, cuyos agentes terminaron con poner una multa pero sin acabar con la fiesta.
Los años siguientes, el local estuvo abandonado y posteriormente okupado, llegando a vivir hasta 110 personas. En julio de 2018, el Cuerpo Nacional de Policía desalojó a las personas que estaban viviendo en las ruinas de la antigua discoteca para proceder con la demolición del local.
Posteriormente en el año 2001 trasladaron la sesión de attica a la sala Big Ben en villaverde alto con djs residentes como dj tono dj lola raf bass y en años posteriores Jesús elices Fernando Ballesteros y Ángel Sánchez entre otros había varias sesiones entre las que se encontraban radical baby o attica matinal además de traer a dj's de talla nacional como dj Isaac la sala contaba con 5 plantas terraza peluquería cine que posteriormente se convirtió en otra sala tenía megatron 80.000 vatios de sonido procesado (dynacord sistema Alpha) laser performances pero no llegó a tener la fama de su antecesora  cerrando sus puertas y poniendo punto final a mediados de 2003.

## Zonas
- "El Cielo", estaba ubicado en la parte superior, contando con una terraza al aire libre y hasta una piscina. La música de esta zona era la más tranquila del local.
- "El Infierno", estaba en la parte inferior del chalet y era donde se encontraba la pista, que incluía una gran jaula donde la gente podía entrar por una pequeña puerta, según los propios clientes, el ambiente era tal que daba miedo: «La palabra que mejor definiría al infierno era presión e incluso miedo. Ese miedo placentero que experimentas al montarte en una montaña rusa o al ver una peli de terror.»[5]

## DJ's principales
DJ's principales que estuvieron como residentes o invitados:
- DJ Pepo
- DJ Napo
- DJ Tono
- DJ Abel (Abel Ramos)
- David el Niño
- Kike Radikal
- DJ Valen
- Germán lópez
- Raul Parra
- The Fly

## Discografía
Con la discoteca ya clausurada, se publicaron varios recopilatorios en formato vinilo o CD a cargo de los que habían sido sus DJ residentes u otros colaboradores.
| Año  | Nombre                       | Discográfica           | Mezcla                                      |
| ---- | ---------------------------- | ---------------------- | ------------------------------------------- |
| 1999 | Attica: Las Fiestas Secretas | Energy Network         | DJ Abel                                     |
| 1999 | Timewarp                     | Vale Music             | Alberto Tapia, Pedro Miras, DJ Abel         |
| 2000 | Attica: Actividad Constante  | Energy Network         | DJ Napo, DJ Pepo, DJ Valen                  |
| 2000 | 2001 The Odyssey             | Vale Music             | Alberto Tapia, Pedro Miras, DJ Abel         |
| 2001 | Attica: La Fiesta Continúa   | Providence Music Group | Michel Lapp                                 |
| 2002 | Attica: Actividad Constante  | Bit Music              | DJ Pepo, DJ Tono, DJ Lola, Raff Bass        |
| 2003 | Attica: Actividad Constante  | Dreams Corporation     | Ángel Sánchez, Jesús Elices, F. BAllesteros |